# Карус, Карл Густав
Карл Густав Карус (нем. Carl Gustav Carus; 3 января 1789, Лейпциг — 28 июля 1869, Дрезден) — один из крупнейших немецких художников-романтиков, а также учёный в области медицины, антропологии и смежных дисциплин (акушер-гинеколог, анатом, физиолог, автор работ по антропометрии и краниологии), практикующий врач, мемуарист и художественный критик, теоретик  романтизма в искусстве. Один из друзей Гёте и автор его биографии. 
Член (с 1818 года) и президент (с 1862) академии Леопольдина во Швайнфурте, а также почётный член ряда иностранных академий. 

## Жизнь и творчество
Родился в 1789 году в Лейпциге. Подданный Королевства Саксония, в котором прожил большую часть жизни. 
Среднее образование получил в лейпцигской школе Святого Фомы. Затем поступил в Лейпцигский университет (1804—1810), где изучал естественные науки, философию и медицину; окончил университет по классу медицины в 1811 году. 
После этого, в возрасте 22 лет, впервые в Германии читал лекции по сравнительной анатомии в качестве самостоятельной университетской дисциплины.
В 1813 году во время Лейпцигской битвы, работая в качестве хирурга франко-саксонского госпиталя, занимался лечением раненых. Спустя какое-то время после сражения в Лейпциге началась эпидемия тифа, Карус заразился, но чудом уцелел. Кроме того, в 1811—1814 годах Карус работал ассистентом доктора Йерга в родильном доме в Лейпциге, а затем получил звание профессора кафедры акушерства в Дрезденском университете. 
В 1815 году в Дрездене Карус познакомился с Каспаром Давидом Фридрихом. Дружба Каруса и Каспара Давида Фридриха продлилась много лет. Именно Каспар Давид Фридрих стал важнейшим из учителей Каруса в области живописи, однако, он учился и у других, например, у Шнорра фон Карольсфельда. 
Карус много путешествовал, посетив, в частности, Италию. Когда король Саксонии Фридрих Август II совершил неофициальную поездку по Британии в 1844 году, Карус сопровождал его в качестве личного врача. Это не был официальный государственный визит, но король вместе с Карусом был гостем королевы Виктории и принца Альберта в Виндзорском замке. В ходе долгого путешествия по Англии, Уэльсу и Шотландии, Карус смог посетить многие достопримечательности Лондона и университетских городов Оксфорда и Кембриджа, а также лично пообщаться со многими учёными в последних двух городах. также встретиться с другими людьми, работавшими в области научных открытий. Об этом путешествии Карус в дальнейшем опубликовал травелог (путевые заметки) «Путешествие короля Саксонии по Англии и Шотландии в 1844 году» (на русский язык не переводилась). Своё путешествие по Италии Карус описал в травелоге «Сицилия и Неаполь» (1856; оцифрованный текст на немецком языке).
В 1815—1824 годы Карус написал «Девять писем о пейзажной живописи» — одну из основных теоретических работ, поддерживавших и развивавших взгляды художников немецкой романтической школы. Карус был также дружен с Гёте и написал биографию поэта, вышедшую из печати в 1863 году.
Дочь Каруса, Шарлотта, стала супругой скульптора Эрнста Ритшеля.

## Научный вклад
Согласно ЭСБЕ, «особенно важны заслуги Каруса в области сравнительной анатомии, а именно, исследования нервной системы, органов кровообращения, развития мускулов; анатомии асцидий и др. Важное значение в деле распространения зоологических знаний имел его учебник «Lehrbuch der Zootomie» (Лейпциг, 1818, 2-е изд. 1834, с двадцатью иллюстрациями, выполненными автором собственноручно в технике гравюры на меди). Кроме ряда учебников (по анатомии, физиологии, гинекологии) и других сочинений по зоологии, анатомии, физиологии, Карус оставил также несколько философских сочинений, заслуживающих внимания: «Vorlesungen über die Psychologie» (1831); «Psyche, zur Entwickelungsgeschichte der Seele» (1846); «Organon der Natur u. des Geistes» (1856); «Vergleichende Psychologie» (1860).
Карл Густав Юнг полагал, что именно Карус в своей философской работе «Psyche. Zur Entwicklungsgeschichte der Seele» первым в истории приблизился к концепции бессознательного, как основы психики. 
Был последовательным идеологом «научного» расизма, разделявшим все народы на «дневные», «сумеречные» и «полуночные». По мнению Каруса, 18 «дневных» народов (к которым он причислял не только германские народы, но также персов, евреев и арабов) ответственны за все культурные достижения человечества (являются «культуроносными»). «Сумеречные» народы (индийцы и жители Восточной Азии) способны, по мнению Каруса, только перенимать и адаптировать достижения «дневных» народов («создавать «тень» культуры»), тогда как «ночным народам» (жителям Африки к югу от Сахары) «от природы суждено прозябать во тьме». На идеи Каруса в дальнейшем ссылался Жозеф Арютр де Гобино, к которому восходит генеалогия почти всех последующих идей в области расовых теорий.

## Память
В ГДР имя Каруса в 1954 году было присвоено Дрезденской медицинской академии. В современной Германии её наследницей является Университетская больница имени Карла Густава Каруса Дрезденского технического университета. Именем Каруса в 2017 году также был назван строящийся в Дрездене научно-технический кластер — Карус-Парк, центральная улица которого носит название Карл-Густав-Карус-Аллее. Кроме того, с 1993 года его именем названа улица Карус-уфер, также расположенная в Дрездене (ранее в ГДР именовалась Рейхпич-уфер, в честь моряка Макса Рейхпича). 
В 2009/2010 годах творчество Каруса было представлено публике на двух выставках, состоявшихся в Галерее новых мастеров в Дрездене и в Старой национальной галерее в Берлине. По результатам выставок были выпущены каталоги.
Современный немецкий писатель Ральф Гюнтер изобразил вымышленные и реальные события из жизни Карла Густава Каруса в своих исторических криминальных романах «Der Dieb von Dresden» («Дрезденский вор») и «Der Leibarzt» («Придворный врач»).

## Галерея

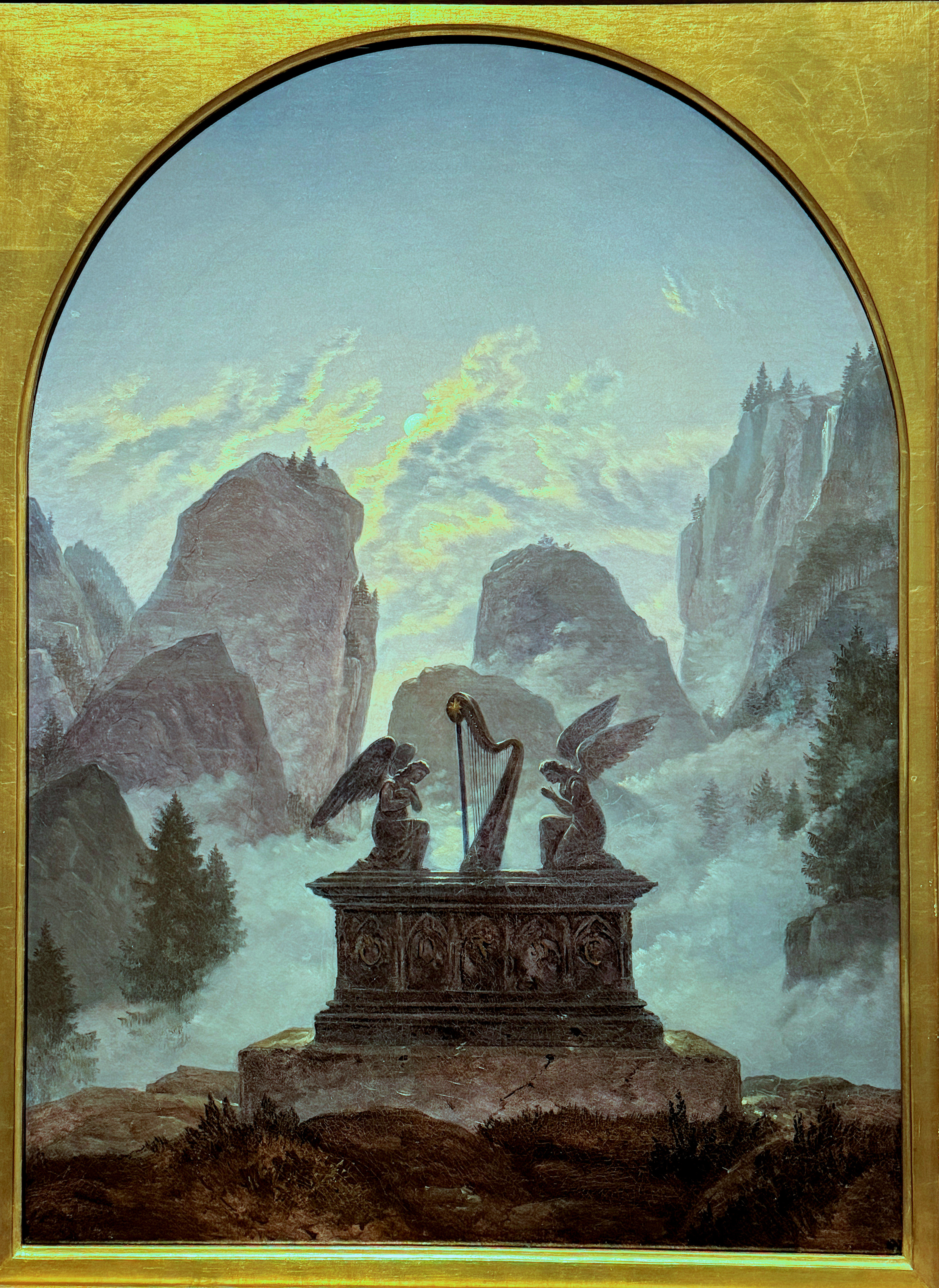
В память о Гёте. Гамбургский кунстхалле
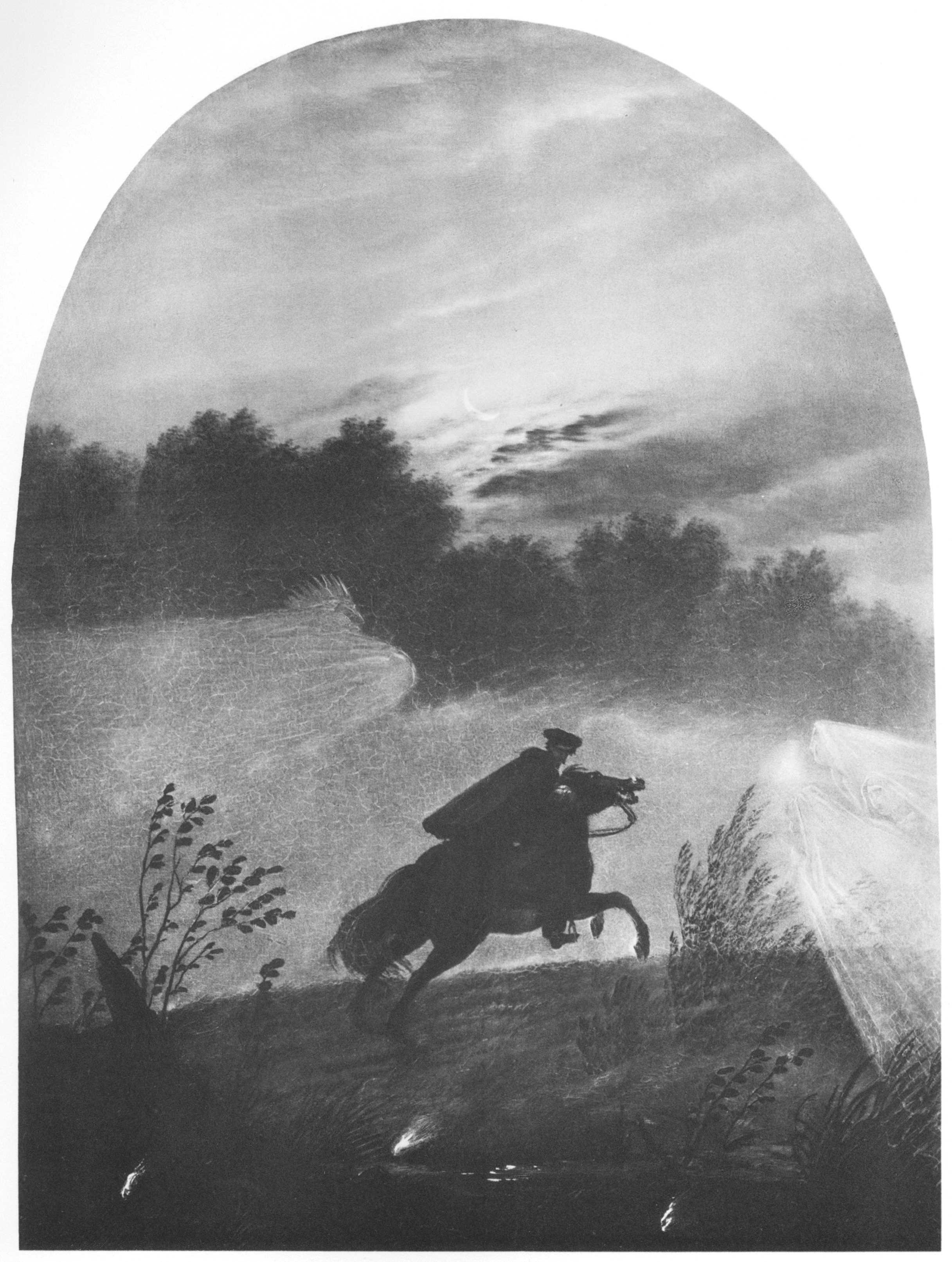
«Лесной царь»
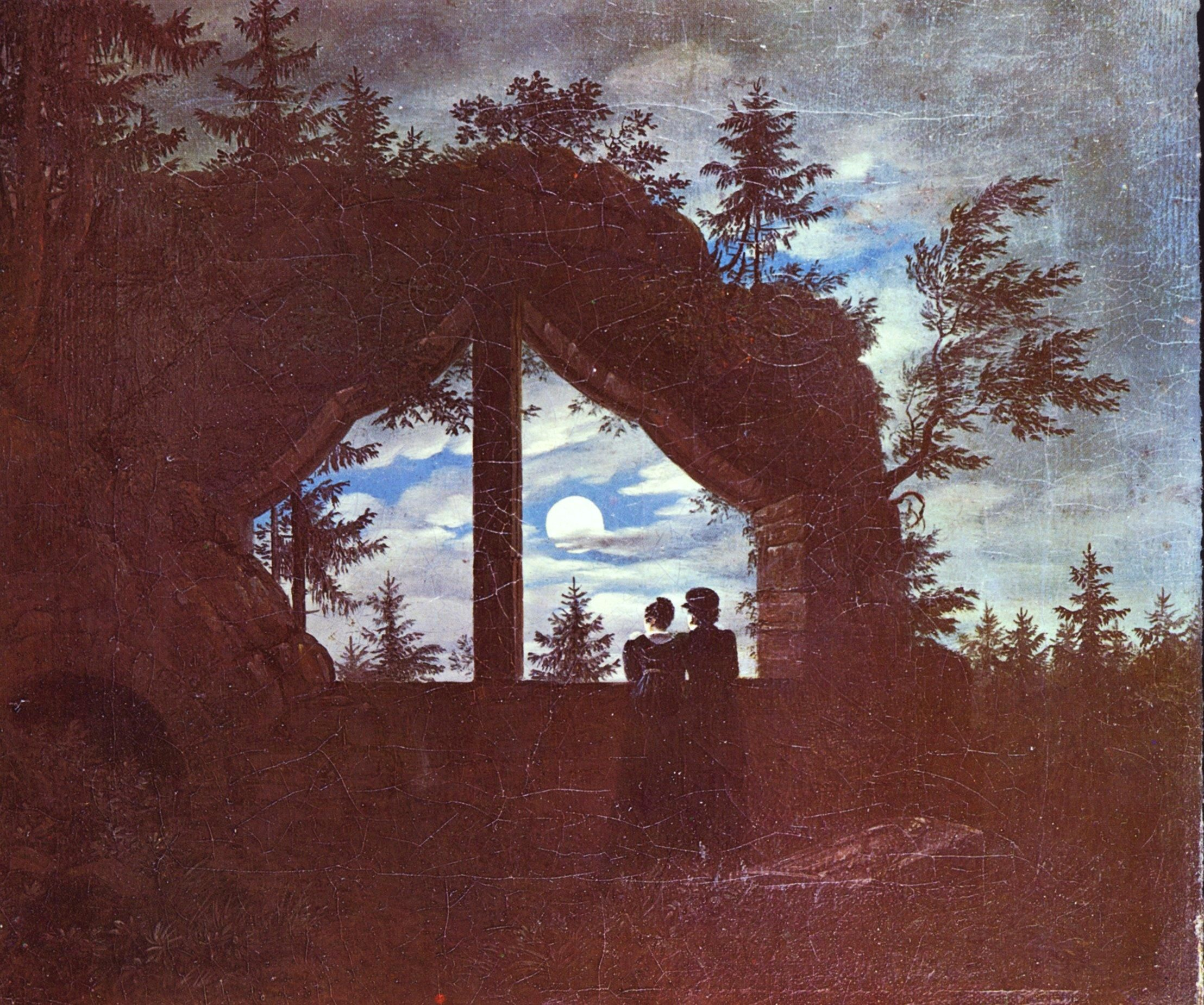
Окно разрушенного аббатства на горе Ойбин при лунном свете. 1828. Собрание Георга Шефера, Швайнфурт
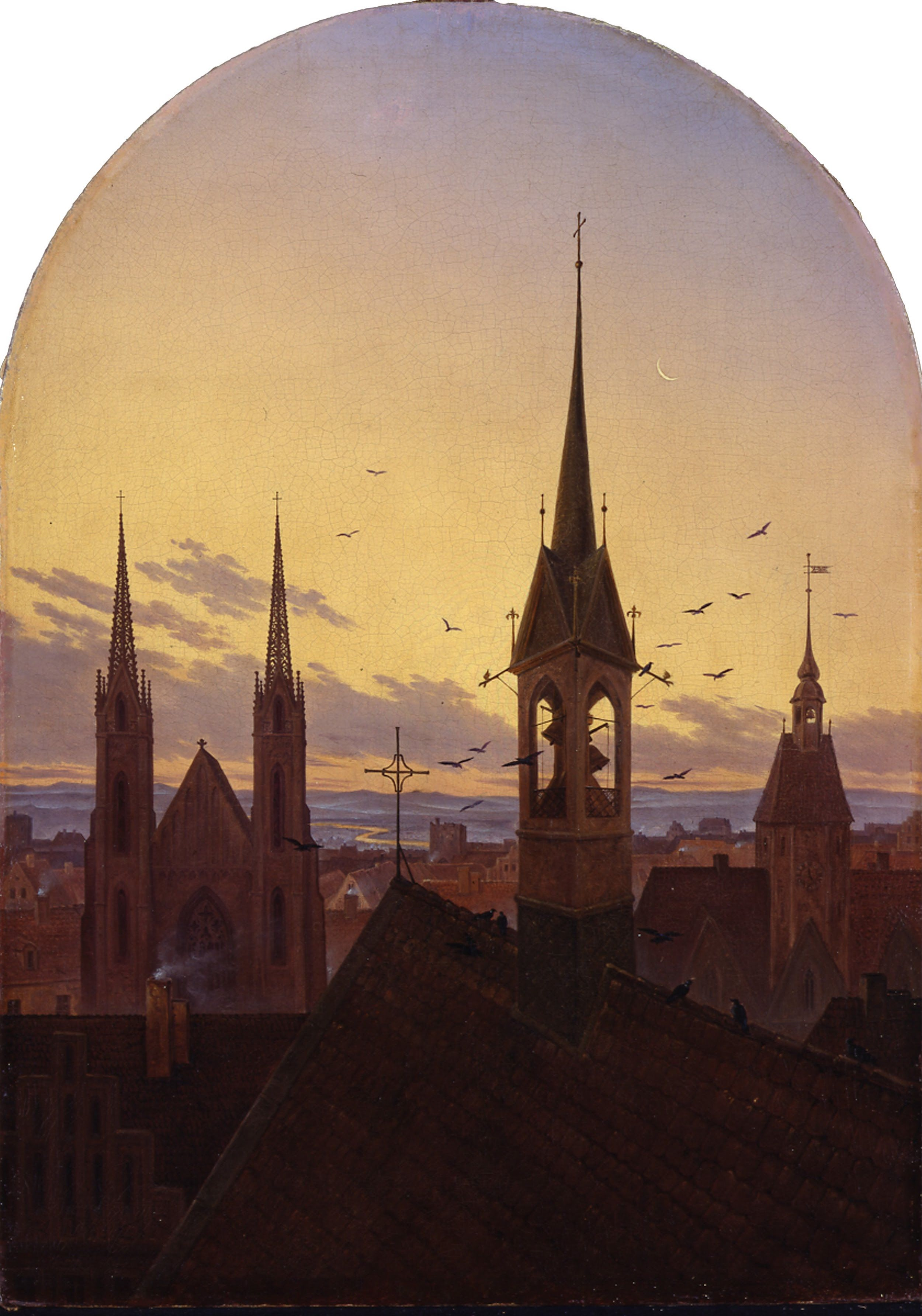
Старый немецкий город на рассвете, ок. 1840, Музей Фолькванг, Эссен
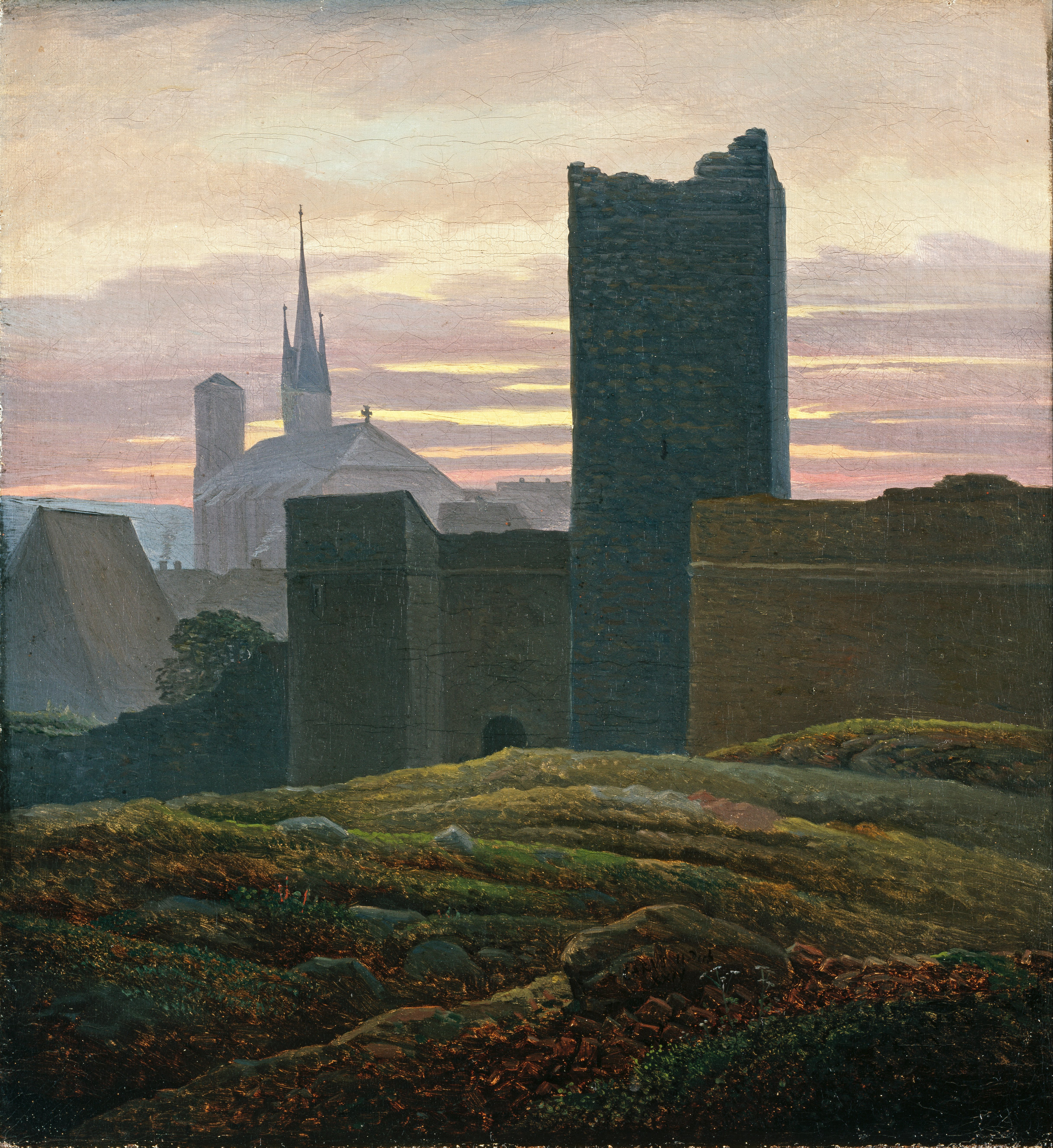
Замок в Эгере, 1824, Норвежская национальная галерея, Осло
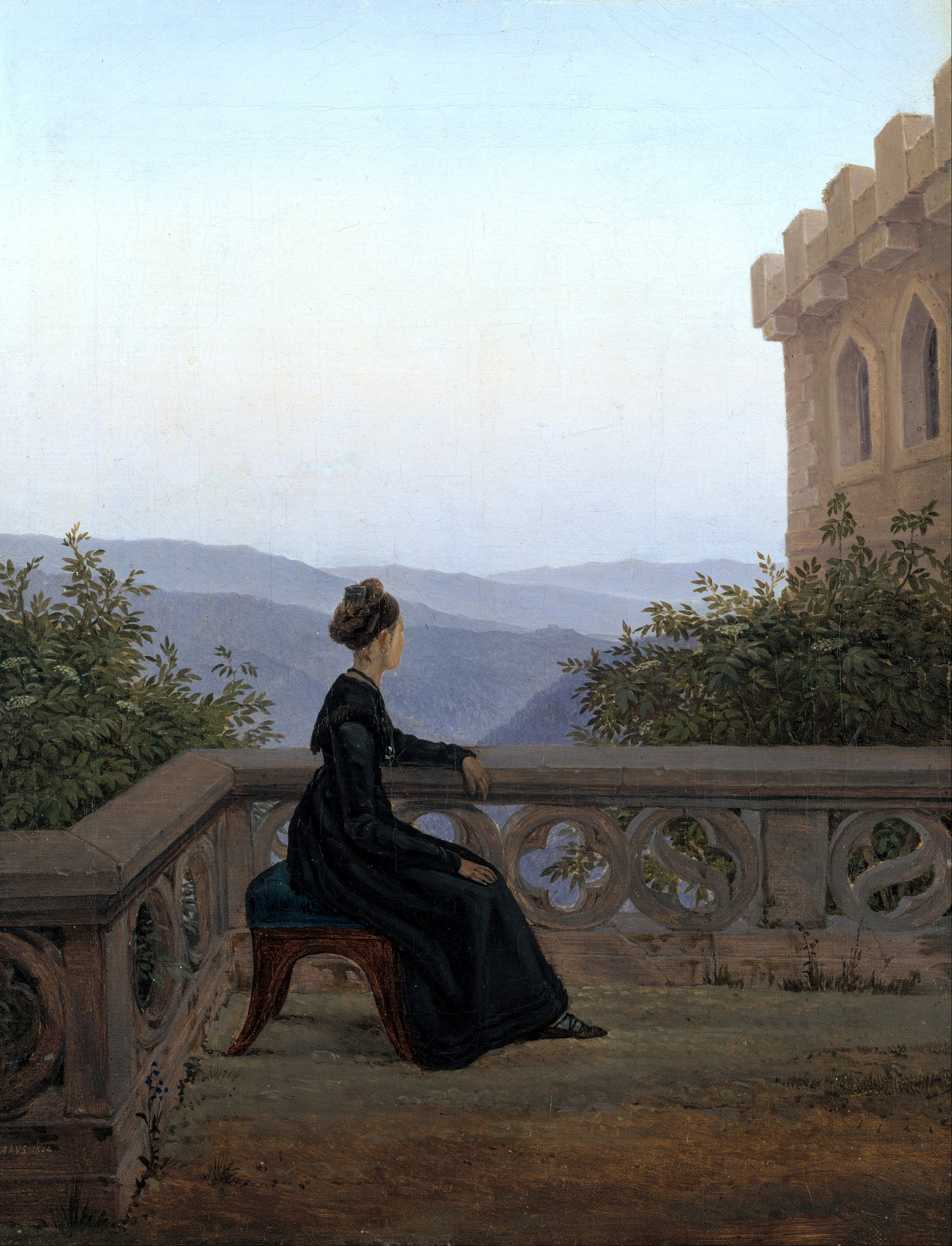
Женщина на балконе, 1824, Галерея новых мастеров, Дрезден
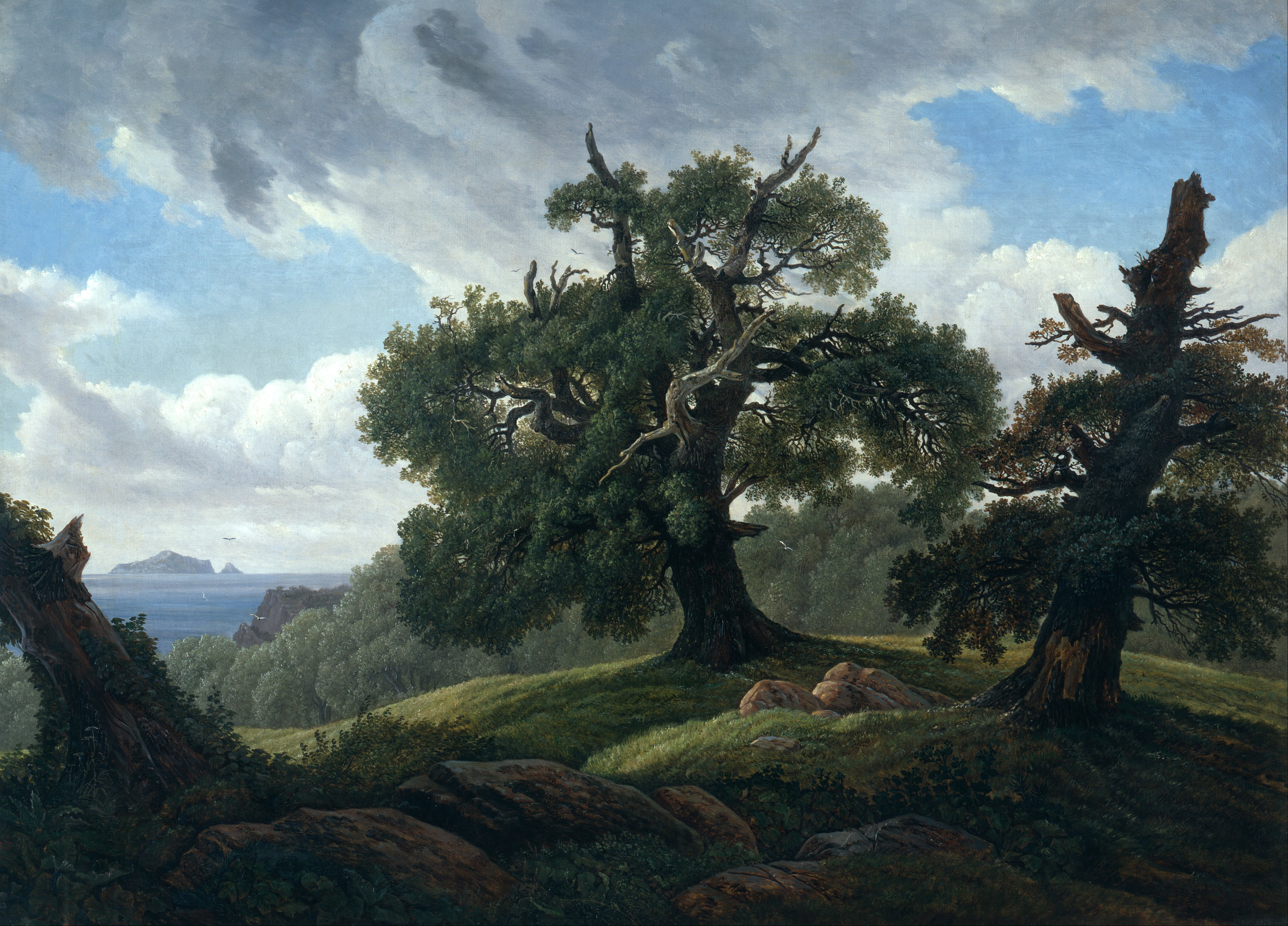
Воспоминание об острове Рюген, ок. 1834/35,  Галерея новых мастеров, Дрезден
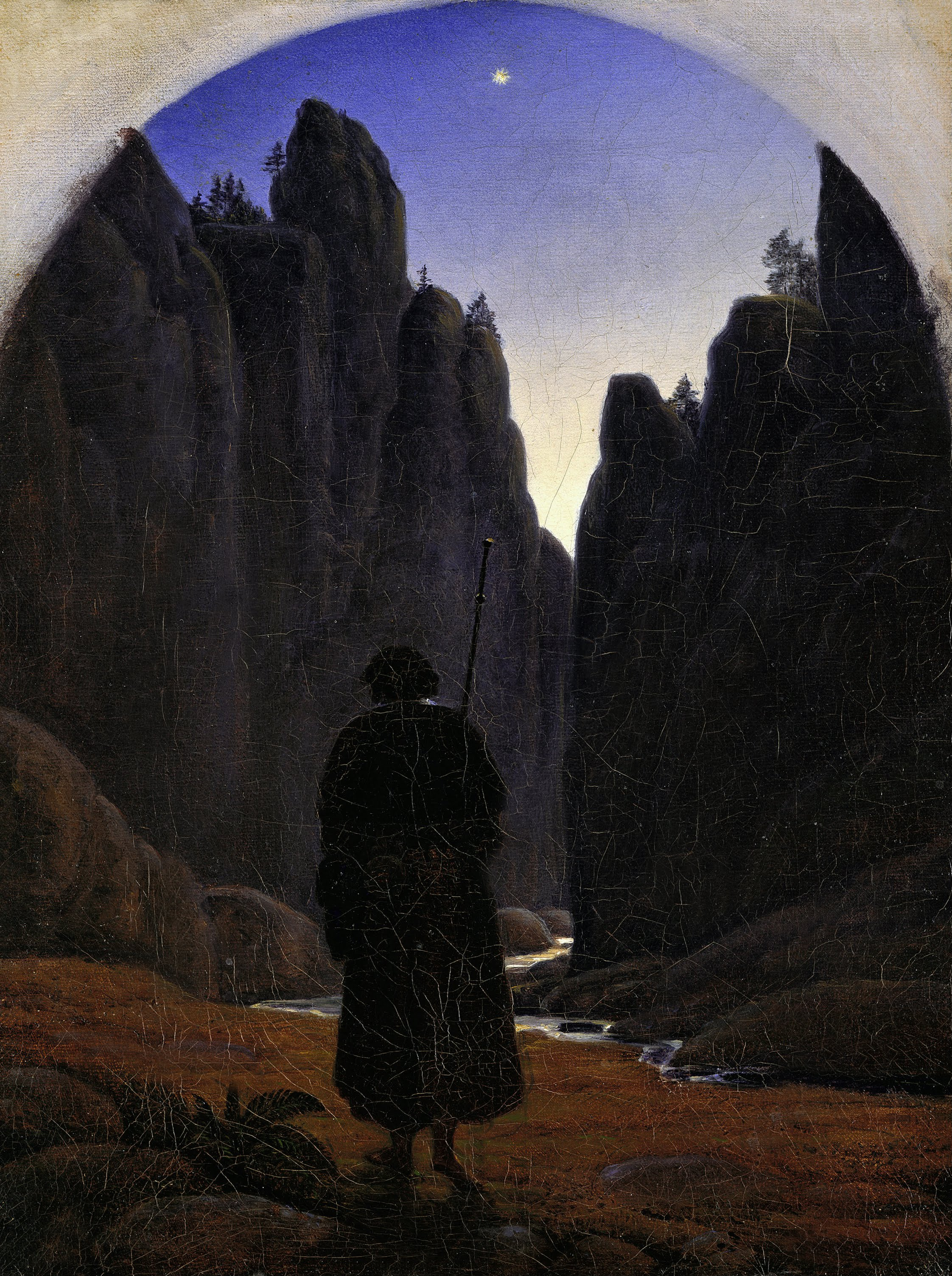
Пилигрим в долине, ок. 1820, Старая национальная галерея, Берлин
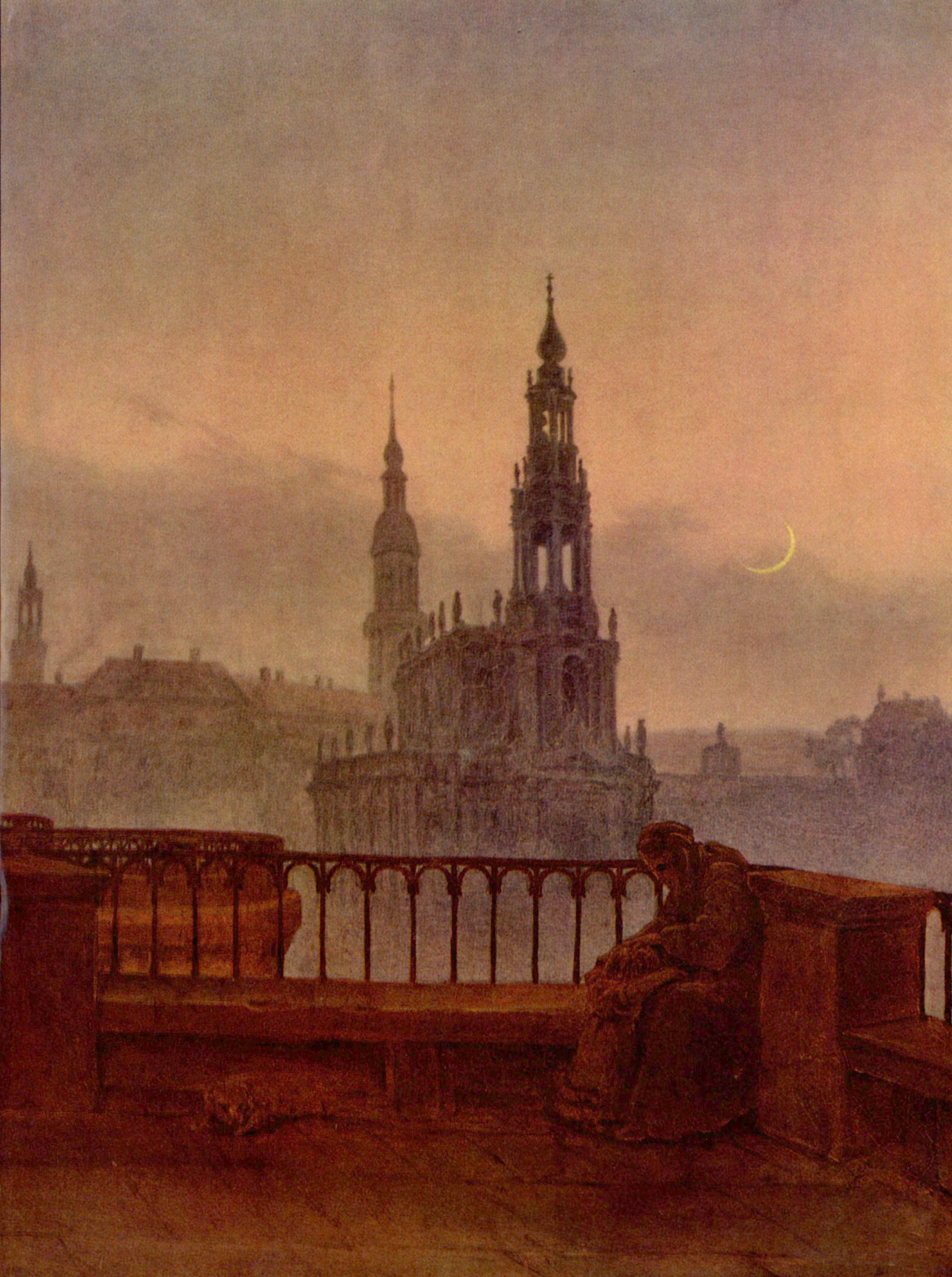
Дрезден ночью. Ок. 1831, Собрание Георга Шефера, Швайнфурт
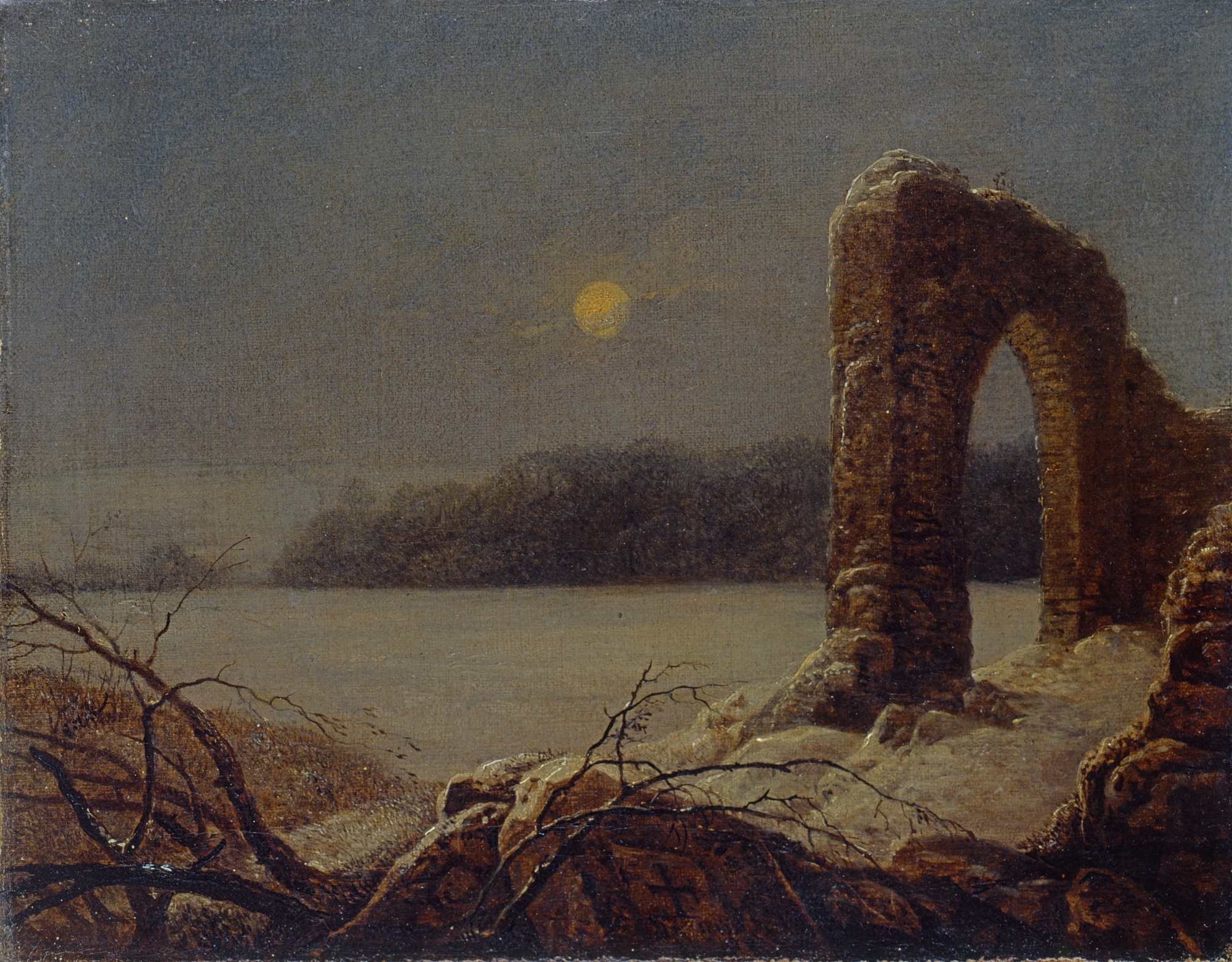
Зимний пейзаж с полуразрушенными воротами, ок. 1816—18, Галерея новых мастеров, Дрезден
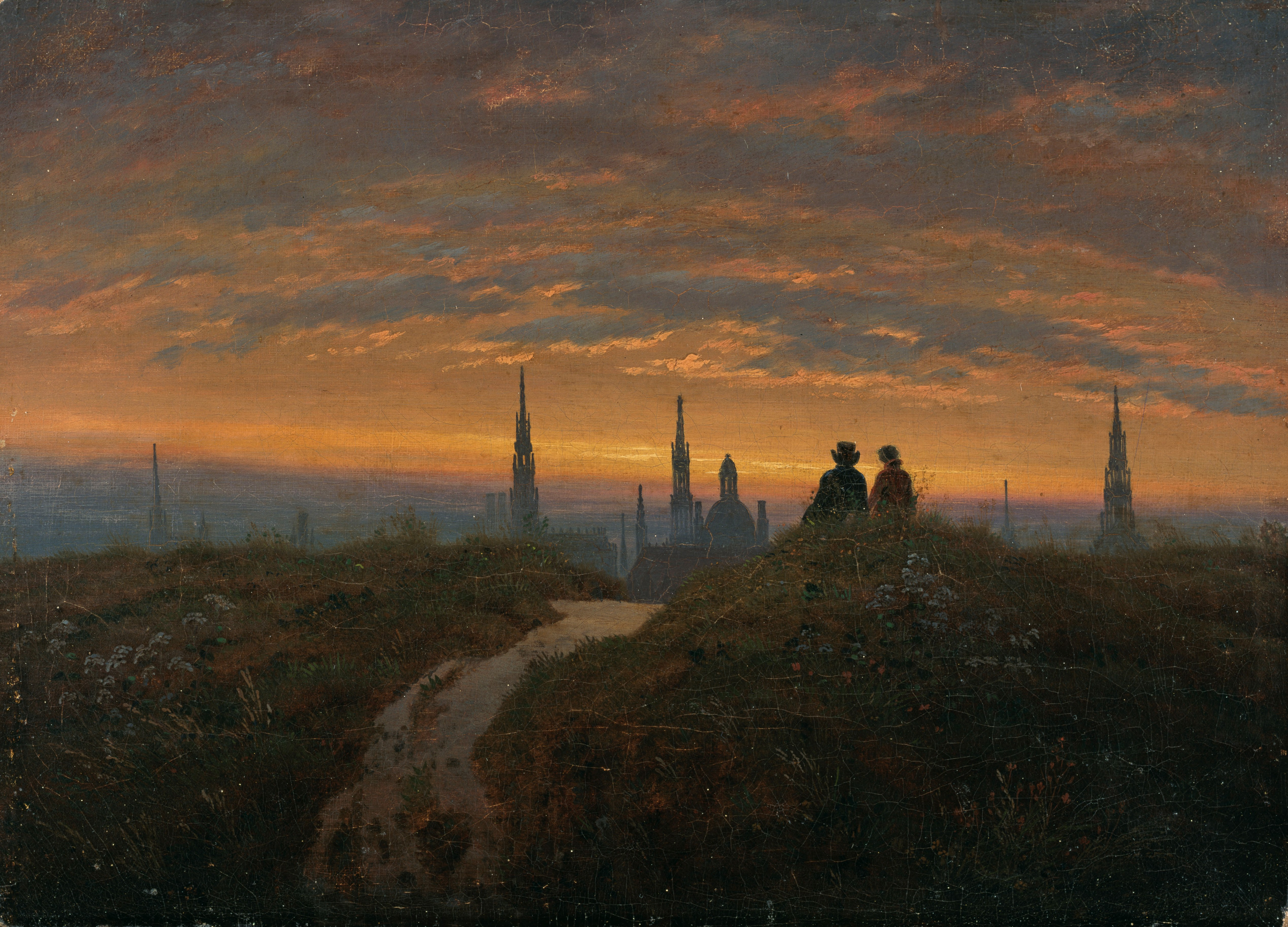
Вид на Дрезден на закате. Городские музеи, Хемниц
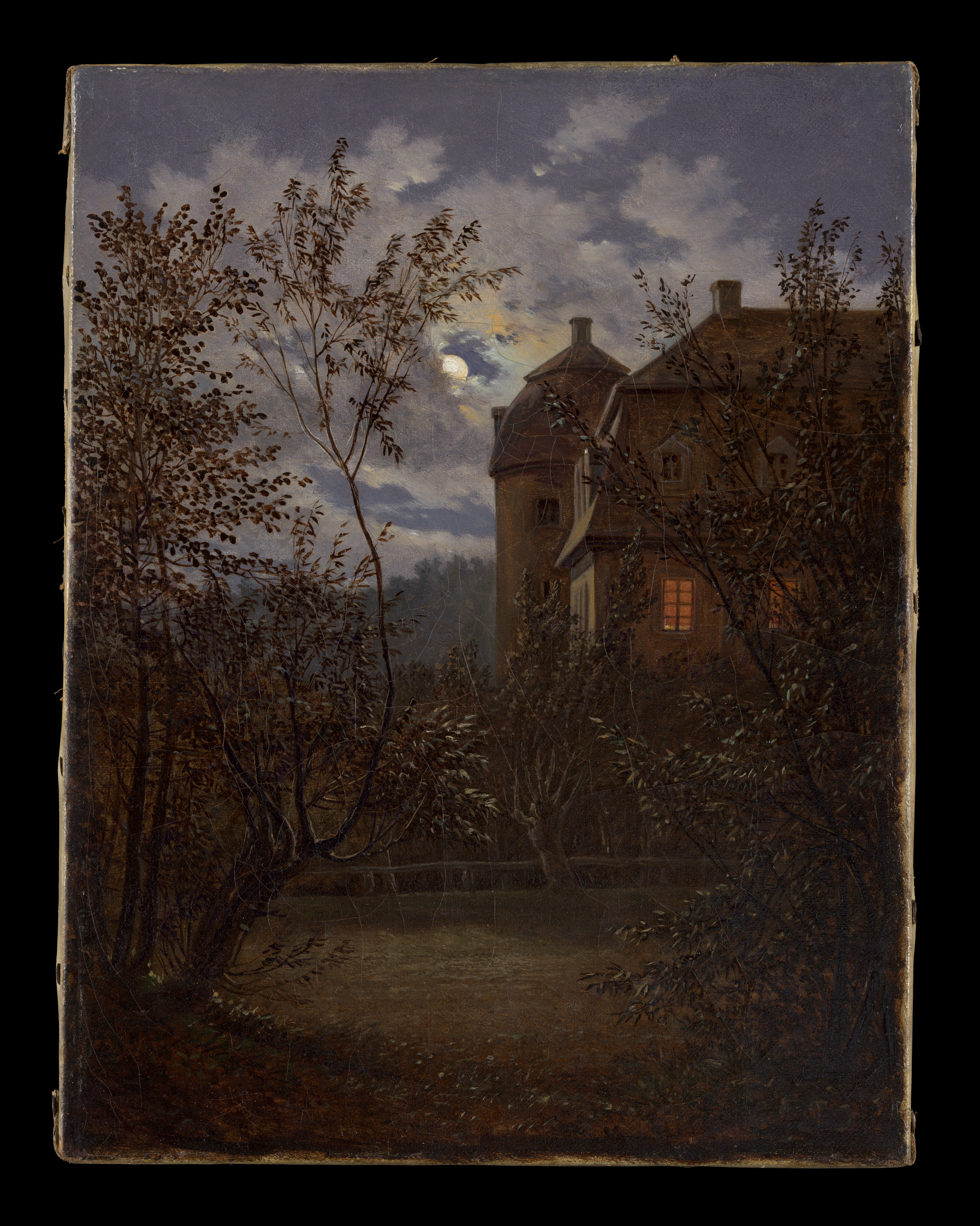
Замок Милкель в лунном свете. Метрополитен-музей, Нью-Йорк
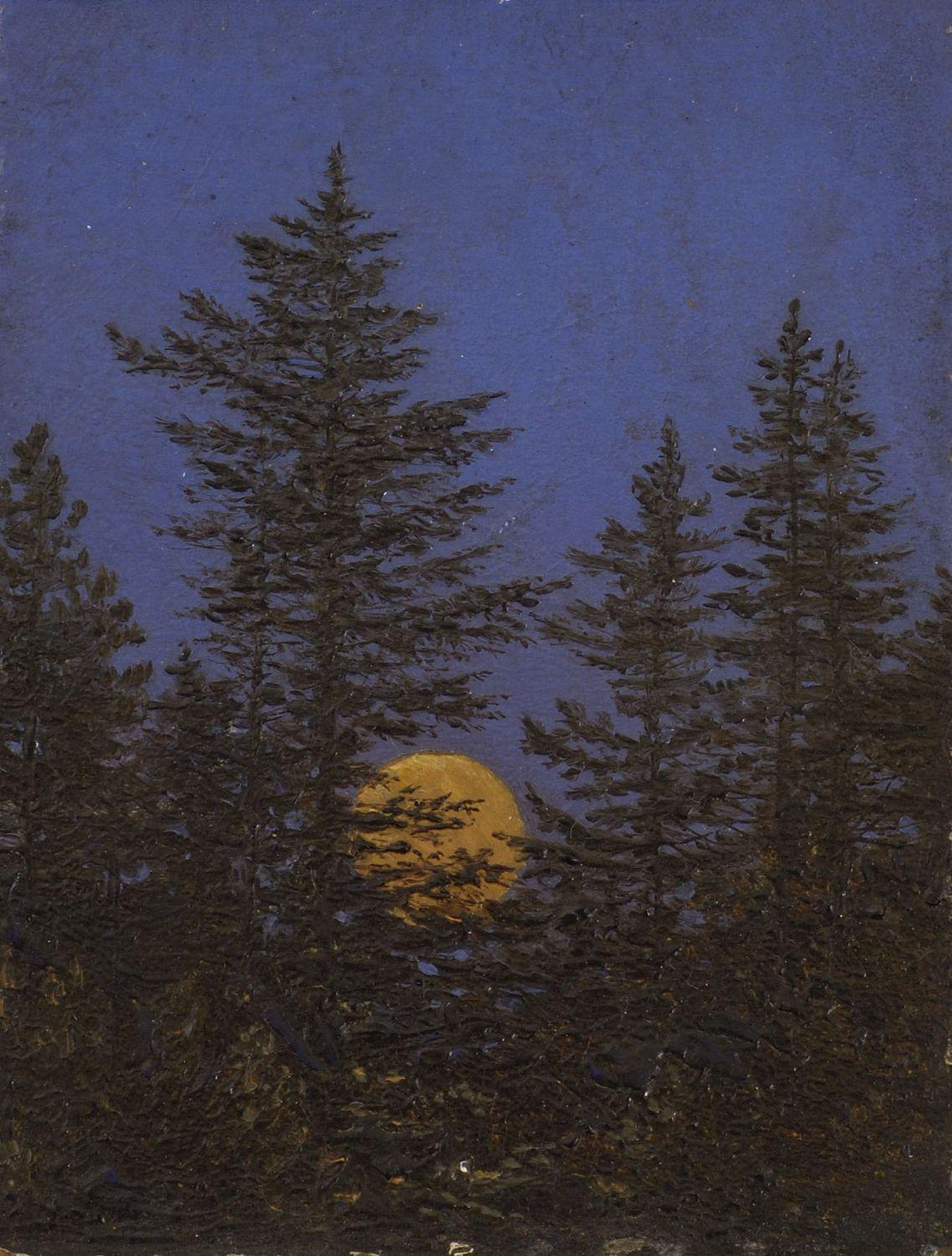
Полная луна восходит за елями. Частное собрание.
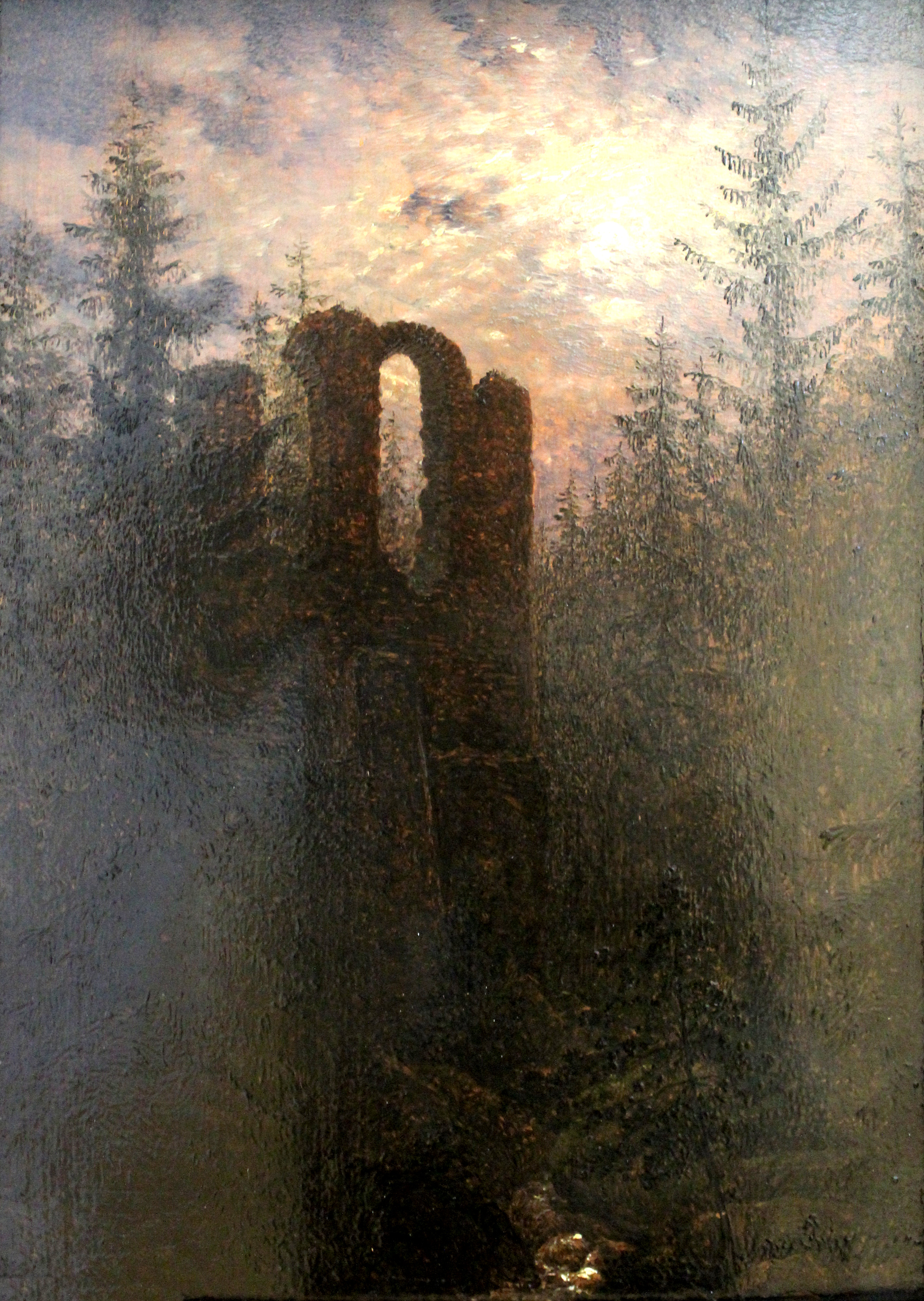
Руины в лунном сиянии. Городские музеи, Хемниц
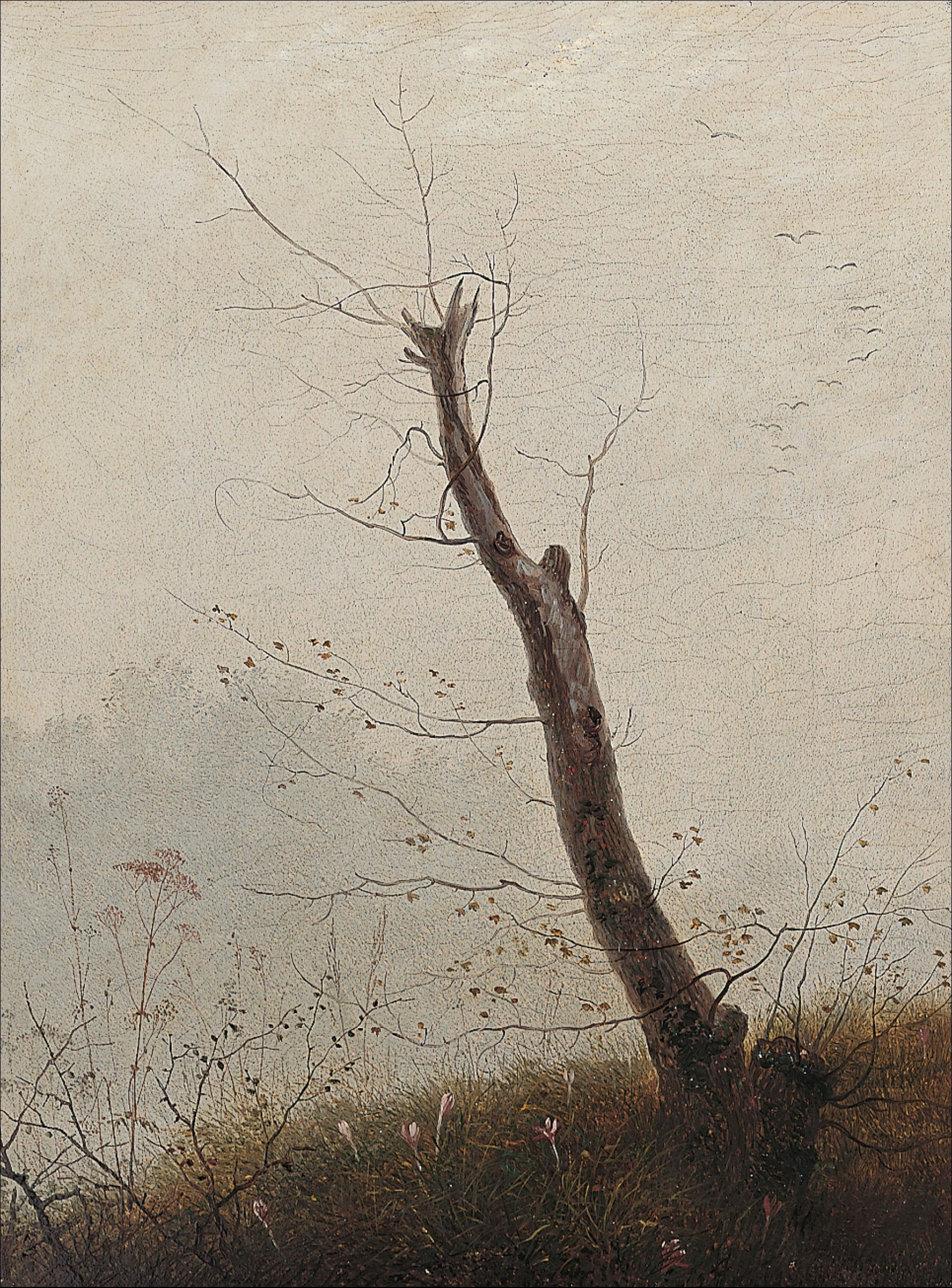
Одинокое дерево с облетевшими листьями осенью в туманный день. Государственный музей Померании, Грайфсвальд
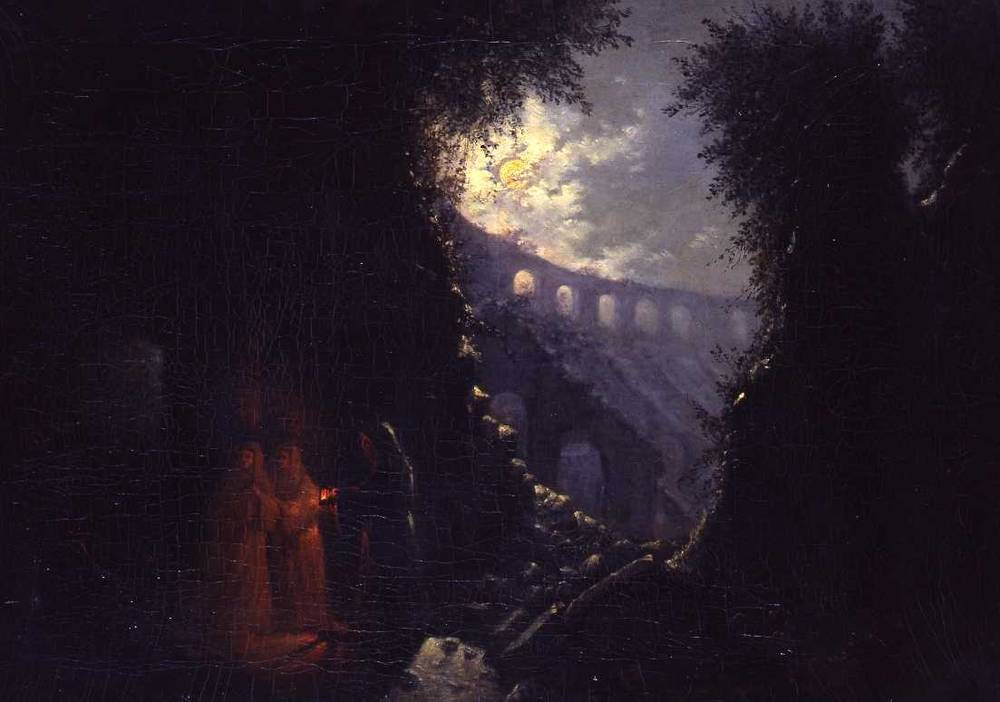
Колизей в Риме ночью. Галерея новых мастеров, Дрезден
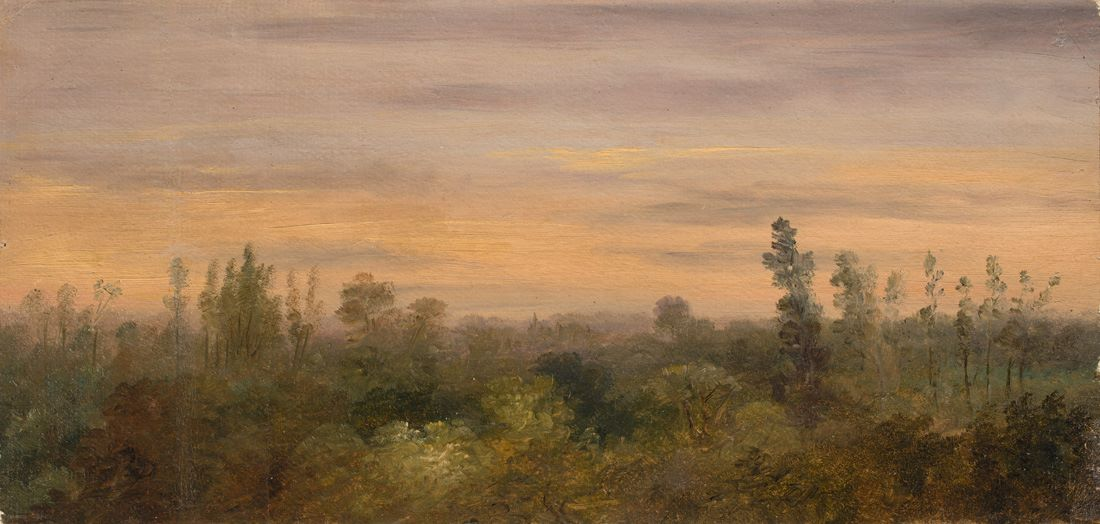
Вид на опушку леса. Частное собрание.
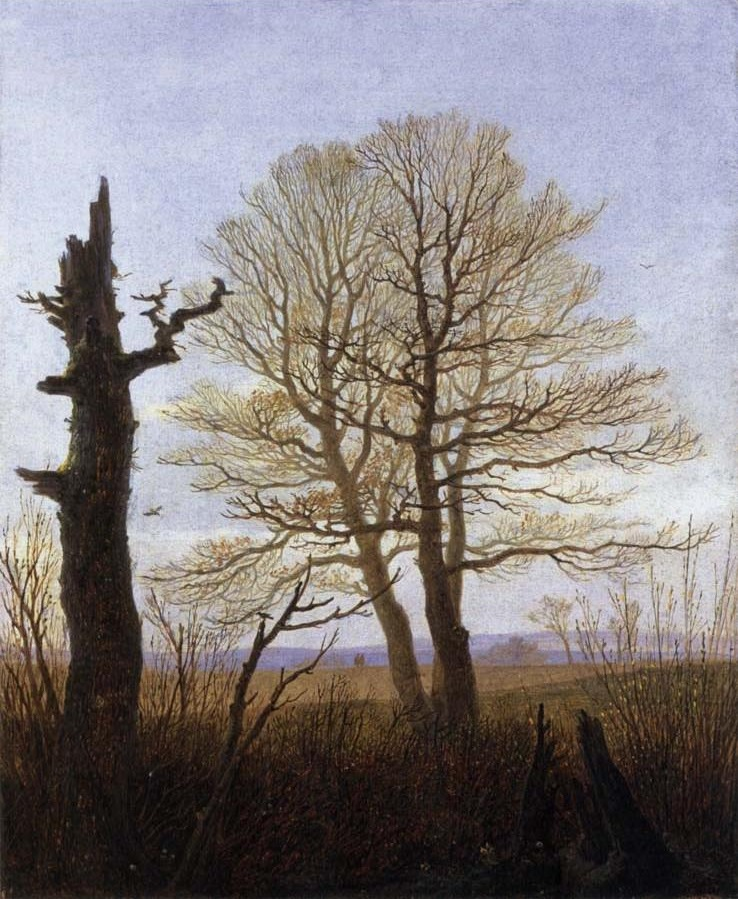
Пейзаж. Ранняя весна. Галерея новых мастеров, Дрезден
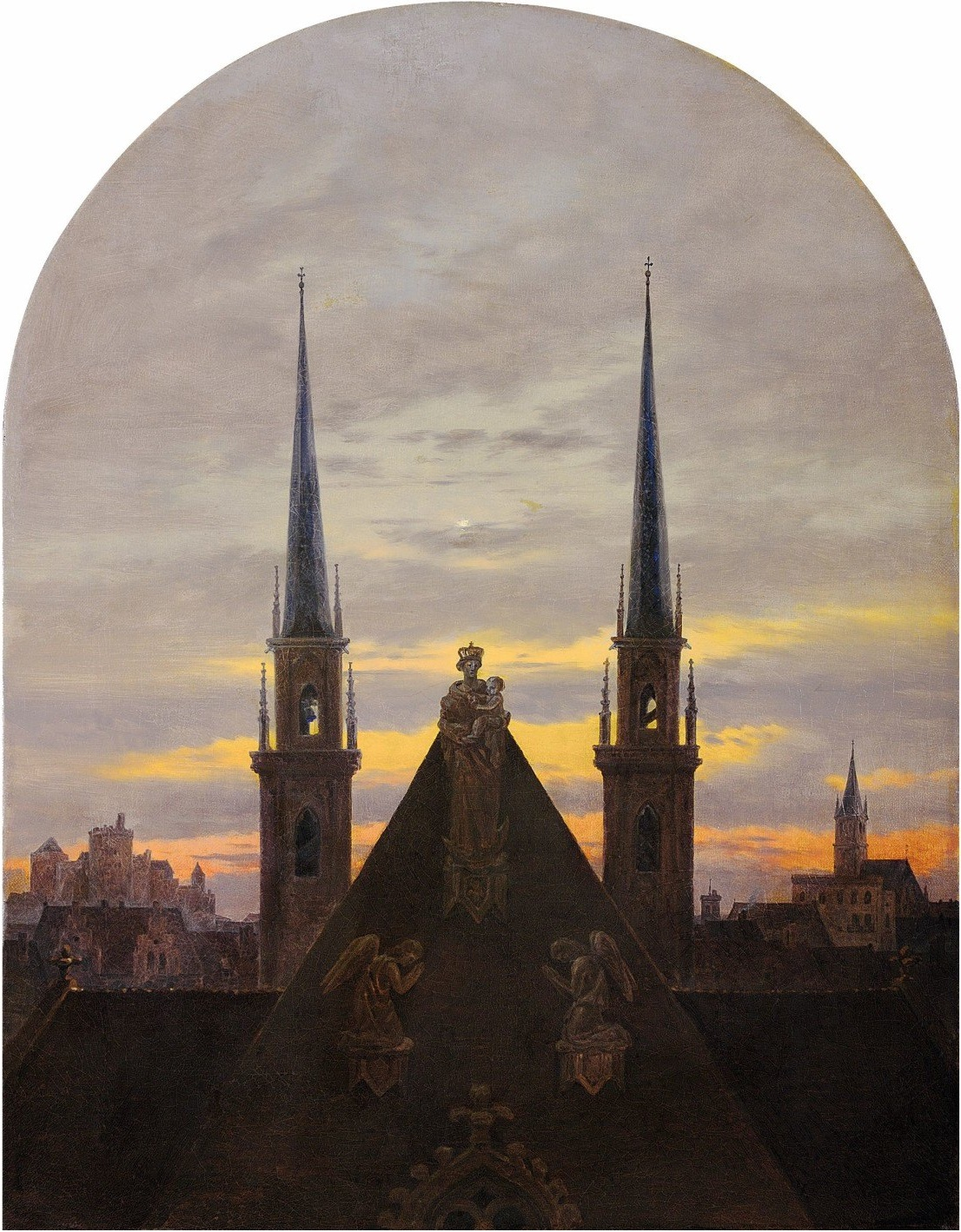
Вид на город на вечерней заре. Музей Бенхаус, Любек

## Сочинения Карла Густава Каруса
Публикации на русском языке
- Фридрих-пейзажист// Эстетика немецких романтиков. М.: Искусство, 1987. С.497-505.
- Символика человеческого облика. Руководство к человекознанию// Герметизм, магия, натурфилософия в европейской культуре XIII—XIX вв. М.: Канон+; ОИ «Реабилитация», 1999. С. 716—776 ()

Избранные сочинения (по-немецки)
- Versuch einer Darstellung des Nervensystems und insbesondere des Gehirns nach ihrer Bedeutung, Entwicklung und Vollendung im thierischen Organismus. Leipzig 1814.
- Zwanzig Kupfertafeln nebst deren Erklärung. Zur Zootomie. [Fleischer, Leipzig 1818].
- Lehrbuch der Zootomie, mit steter Hinsicht auf Physiologie […]. Leipzig 1818.
- Neun Briefe über Landschaftsmalerei. 1819–1824.
  - 1. Aufl. Leipzig 1831 (Digitalisat der Universitätsbibliothek Weimar)
  - Английский перевод: Nine letters on landscape painting, written in the years 1815–1824, with a letter from Goethe by way of introd. Getty Research Institute, Los Angeles, Calif. 2003. ISBN 0-89236-674-5
- Grundzüge allgemeiner Naturbetrachtung. [Vorbegriffe] Einleitung zu dem noch ungedruckten Werke über die Urteile des Schalken- und Knochengerüstes. Mit einem Nachwort von Goethe. J. G. Cotta’sche Buchhandlung, Stuttgart und Tübingen 1823. Nachdruck WBG, Darmstadt 1954
- Lehrbuch der Gynäkologie. 1820. (Bd. 1, Bd. 2).
- Grundzüge der vergleichenden Anatomie und Physiologie. 1828.
- Vorlesungen über Psychologie, gehalten im Winter 1829/30 zu Dresden. Gerhard Fleischer, Leipzig 1831 (Neuausgabe, hg. von Egar Michaelis, Zürich/Leipzig 1931, Darmstadt 1958).
- Grundzüge einer neuen und wissenschaftlich begründeten Cranioscopie (Schädellehre). Balz’sche Buchhandlung, Stuttgart 1841.
- Zwölf Briefe über das Erdleben. Balz’sche Buchhandlung, Stuttgart 1841.
- Psyche. Zur Entwicklungsgeschichte der Seele. 1846, (2. verb. und verm. Aufl. 1860).
- Über die ungleiche Befähigung der verschiedenen Menschenstämme für höhere geistige Entwicklung. Leipzig 1849.
- Ueber Geistes-Epidemien der Menschheit. Leipzig und Meissen 1852 (Neuausgabe, mit Anmerkungen und einem Nachwort hrsg. von Heinz Schott. Books on Demand, Norderstedt 2022. ISBN 978-3-7557-0969-5).
- Symbolik der menschlichen Gestalt. Leipzig 1853 (Fotomechanischer Nachdruck 1997: ISBN 3-487-00266-3).
- Organon der Erkenntniß der Natur und des Geistes. Leipzig 1856.
- Über Lebensmagnetismus und über die magischen Wirkungen überhaupt. Brockhaus, Leipzig 1857 (Neuausgabe, hg. von Konrad Ditzfelbinger: Dingfelder, Andechs 1986, ISBN 3-926253-01-0).
- Natur und Idee oder das Werdende und sein Gesetz. Eine philosophische Grundlage für die specielle Naturwissenschaft. Braumüller, Wien 1861
- Lebenserinnerungen und Denkwürdigkeiten. 1865/66 (Autobiographie), hrsg. von R. Zaunick, Dresden 1931.
- Vergleichende Psychologie oder Geschichte der Seele in der Reihenfolge der Thierwelt. W. Braumüller, Wien 1866.
- Erfahrungsresultate aus ärztlichen Studien und ärztlichem Wirken. 1872.